# Trio pour piano no 1 de Farrenc
Pour les articles homonymes, voir Trio pour piano.
Le Trio pour piano no 1, op. 33 en mi bémol majeur, est une oeuvre de musique de chambre de Louise Farrenc pour violon, violoncelle et piano composée entre 1841 et 1844.

## Historique
Louise Farrenc compose son premier Trio pour piano, op. 33, entre 1841 et 1844. Il a été joué pour la première fois en juillet 1844.

## Structure
L'œuvre se structure en quatre mouvements :
1. Allegro
2. Adagio sostenuto
3. Minuetto – Allegro
4. Finale – Vivace

## Discographie
- Louise Farrenc : Trios pour piano n° 1, Op. 33 et n° 3, Op. 44 - Sextuor Op. 40, avec Linos Ensemble et Konstanze Eickhorst (piano), Cpo CPO777256, 2009.
- Farrenc : Farrenc: Piano Trios, Opp. 33 & 34, avec Nancy Oliveros (violon), Laura Sewell (violoncelle) et Mary Ellen Haupert (piano), Centaur Records, Inc., 2016